# Koňuš
Koňuš (ungarisch Unglovasd, 1939–1945 und bis 1907 Konyus) ist eine Gemeinde im äußersten Osten der Slowakei mit 325 Einwohnern (Stand 31. Dezember 2024), die zum Okres Sobrance, einem Kreis des Košický kraj, gehört.

## Geographie
Die Gemeinde befindet sich am Übergang vom Hügelland Podvihorlatská pahorkatina im Ostslowakischen Hügelland im nordöstlichen Teil des Ostslowakischen Tieflands in den Gebirgsstock Popriečny im Vihorlatgebirge, am Bach Koňušský potok im Einzugsgebiet des Uh. Im Osten grenzt das Gemeindegebiet an die Ukraine. Das Ortszentrum liegt auf einer Höhe von 280 m n.m. und ist acht Kilometer von Sobrance entfernt.
Nachbargemeinden sind Choňkovce im Westen, Nordwesten und Norden, Beňatina im Osten, Onokiwzi (UA) im Osten, Priekopa im Südosten und Süden und Vojnatina im Südwesten.

## Geschichte
Koňuš wurde im Rahmen der walachischen Kolonisierung des Gebiets gegründet und zum ersten Mal 1414 als Konys schriftlich erwähnt, weitere historische Bezeichnungen sind unter anderen Konyus (1417), Kwynus (1418), Kwnys (1424), Kenyews (1445), Konyws (1520) und Koňussice (1808). Der Bach tauchte namentlich schon im 14. Jahrhundert auf (1337 – fluvium Konyus). Das Dorf war Teil der Herrschaft Großmichel und Tibava. Bis zum 19. Jahrhundert stellte die Familie Tiba die Gutsherren.
1427 war keine Steuer fällig, 1715 gab es 10 Haushalte, 1828 zählte man 39 Häuser und 400 Einwohner, die als Landwirte, im 18. Jahrhundert auch als Winzer tätig waren. Im späten 19. Jahrhundert hatte Koňuš große Waldflächen. 1905–1907 entstand eine Synagoge für die örtliche jüdische Gemeinde, sie wurde 1944 zerstört.
Bis 1918/1919 gehörte der im Komitat Ung liegende Ort zum Königreich Ungarn und kam danach zur Tschechoslowakei beziehungsweise heute Slowakei. Auch in der ersten tschechoslowakischen Republik waren die Einwohner weiterhin als Landwirte beschäftigt. Als Folge des Slowakisch-Ungarischen Kriegs war der Ort von 1939 bis 1944 noch einmal Teil Ungarns. Nach dem Zweiten Weltkrieg pendelte ein Teil der Einwohner zur Arbeit in Industriebetriebe in der Umgebung. 1957 wurde die örtliche Einheitliche landwirtschaftliche Genossenschaft (Abk. JRD) gegründet, ein Jahr später wurde der Ort elektrifiziert.

## Bevölkerung
| Jahr                | 1994 | 2004    | 2014    | 2024    |
| ------------------- | ---- | ------- | ------- | ------- |
| Anzahl der Personen | 391  | 360     | 348     | 325     |
| Unterschied         |      | −7,92 % | −3,33 % | −6,60 % |

| Jahr                | 2023 | 2024    |
| ------------------- | ---- | ------- |
| Anzahl der Personen | 327  | 325     |
| Unterschied         |      | −0,61 % |

Nach der Volkszählung 2011 wohnten in Koňuš 366 Einwohner, davon 349 Slowaken, sieben Ukrainer, jeweils zwei Polen und Russinen sowie jeweils ein Bulgare und Tscheche. Vier Einwohner machten keine Angabe zur Ethnie.
224 Einwohner bekannten sich zur griechisch-katholischen Kirche, 81 Einwohner zur römisch-katholischen Kirche, 46 Einwohner zur orthodoxen Kirche sowie jeweils ein Einwohner zu den Baptisten und zu den Zeugen Jehovas. Ein Einwohner bekannte sich zu einer anderen Konfession und bei 12 Einwohnern wurde die Konfession nicht ermittelt.

## Bauwerke
- griechisch-katholische Kirche Aussendung des Heiligen Geistes aus den Jahren 1947–1969
- orthodoxe Kirche aus dem Jahr 2003

## Verkehr
Nach Koňuš führt nur die Cesta III. triedy 3811 („Straße 3. Ordnung“) von Choňkovce (Anschluss an die Cesta II. triedy 566 („Straße 2. Ordnung“), Tibava–Ubľa) heraus.